# 邦妮·米林
邦妮·米林（英語：Bonnie Mealing，1912年7月28日—2002年1月1日），澳大利亚女子游泳运动员。她曾代表澳大利亚参加1928年和1932年夏季奥林匹克运动会游泳比赛，其中1932年奥运会获得一枚银牌。